# 奥野総一郎
奥野 総一郎（おくの そういちろう、1964年7月15日 - ）は、日本の政治家、元郵政官僚。立憲民主党所属の衆議院議員（6期）。立憲民主党国対委員長代理、立憲民主党千葉県総支部連合会代表、衆院予算委員会理事、衆院憲法審査会幹事。正式な氏名は奥野 總一郎。

## 来歴
兵庫県神戸市生まれ。神戸大学附属住吉小学校、甲陽学院中学校・高等学校を経て、1989年に東京大学法学部を卒業。同年に郵政省へ入省し、1996年から横浜市企画局へ出向する。
2005年6月19日に行われた千葉市長選挙に無所属・民主党推薦で立候補したが、現職の鶴岡啓一に敗れ、次点で落選。のちに千葉県選挙区選出参議院議員であった民主党の広中和歌子の政策担当秘書に転じる。
2009年の第45回衆議院議員総選挙に民主党公認で千葉9区から立候補し、7月21日に小沢一郎の資金管理団体「陸山会」から500万円の寄付を受けた。選挙区で自由民主党現職の水野賢一を破り初当選した。11月26日に衆院本会議の代表質問に登壇した。これは当時143人いた民主党新人では一番乗りだった。同年12月、民主党幹事長の小沢が率いる訪中団に参加。
2010年9月の民主党代表選挙で、現職の菅直人ではなく小沢を支持した。
2011年8月26日、菅直人首相が民主党代表辞任を正式に表明。菅の辞任に伴う代表選挙（8月29日投開票）では海江田万里の推薦人に名を連ねた。
2012年12月16日の第46回衆議院議員総選挙に民主党公認、国民新党推薦で千葉9区から立候補し、選挙区で自民党新人の秋本真利に敗れたが、重複立候補の比例南関東ブロックで復活して再選される。この衆院選では民主党1回生143人のうち11人しか生き残らなかったが、奥野はそのうちの1人である。同年12月25日に行われた代表選挙では馬淵澄夫の推薦人に名を連ねた。
2014年12月14日の第47回衆議院議員総選挙に千葉9区から立候補し、選挙区で秋本に2連敗するが、重複立候補の比例南関東ブロックで再び復活して3選される。この選挙で民主党代表の海江田万里が落選。海江田の辞任に伴い2015年1月18日に行われた代表選挙では、岡田克也の推薦人に名を連ねた。
2016年9月26日、「次の内閣」の総務大臣、内閣府特命担当大臣（地域主権改革、地方再生）を務めた。

### 希望の党、国民民主党
2017年の第48回衆議院議員総選挙は、希望の党公認の奥野、自民党現職の秋本、日本共産党新人の鴨志田安代の3人が立候補。選挙区は秋本が当選した。希望の党は比例南関東ブロックで4議席を獲得。奥野は4番目の惜敗率（82.807％）により比例復活で当選した。
2018年5月7日に、民進党と希望の党が合流して結党された国民民主党に参加した。5月8日に国民民主党の総務局長となる。その後、財政局長、国会対策委員長代行に就任。
2019年秋ごろから、立憲民主党への合流・合併を主張し始め、立憲への合流・合併を推進する中堅・若手グループのリーダー格として動いた。

### 立憲民主党
2020年9月15日、旧立憲民主党と旧国民民主党は、2つの無所属グループを加えた形で新「立憲民主党」を結成。奥野も新党に参加。国対委員長代理、衆議院予算委員会理事、衆院憲法審査会幹事に就任
2021年4月、野党の衆院憲法審査会幹事として、国民投票法改正案の採決に向けた環境整備に努めた。自民党との交渉窓口役を担い、同年4月28日には、公平性を担保するための有料CMや広告などの資金規制に関して「資金の透明化や広告規制を担保する何らかの確約を（与党から）取れれば採決に臨んでもいい」と述べ、3年を目処にCM規制等の修正を義務付ける同法修正案の提案者となるなど、立憲民主党が採決に応じる流れを作り出した。
同年10月31日の第49回衆議院議員総選挙は秋本との一騎打ちとなり、小選挙区で5期目の当選を果たした（秋本は比例復活で当選）。枝野幸男代表の辞任に伴う代表選挙（11月30日実施）では小川淳也の推薦人に名を連ねた。
2024年9月に行われた立憲民主党代表選挙では吉田晴美の推薦人に名を連ねた。一方、8月には、対立候補である野田佳彦に出馬要請を行っていた。
同年10月31日の第50回衆議院議員総選挙で6選。

## 政策・主張

### 憲法
- 憲法改正について、2012年のアンケートでは「賛成」と回答[24]。2017年のアンケートでは「どちらかといえば賛成」と回答[25]。2021年のアンケートでは「どちらとも言えない」と回答[26]。
- 憲法9条への自衛隊の明記について、2021年のアンケートで「反対」と回答[27]。
- 2014年7月1日、政府は従来の憲法解釈を変更し、集団的自衛権の行使を容認することを閣議で決定[28]。この閣議決定を評価するかとの問いに対し、同年の朝日新聞社のアンケートで「まったく評価しない」と回答[29]。集団的自衛権の行使に賛成かとの問いに対し、同年の毎日新聞社のアンケートで「反対」と回答[30]。
- 憲法を改正し緊急事態条項を設けることについて、2021年の毎日新聞社のアンケートで回答しなかった[31]。

### 外交・安全保障
- 安全保障関連法の成立について、2017年のアンケートで「どちらとも言えない」と回答[25]。
- 「他国からの攻撃が予想される場合には敵基地攻撃もためらうべきではない」との問題提起に対し、2021年のアンケートで「どちらかと言えば反対」と回答[26]。
- 「北朝鮮に対しては対話よりも圧力を優先すべきだ」との問題提起に対し、2017年のアンケートで「どちらとも言えない」と回答[25]。2021年のアンケートで「どちらかと言えば賛成」と回答[26]。
- 普天間基地の辺野古移設について、2021年のアンケートで「どちらかと言えば反対」と回答[26]。
- 日本による過去の植民地支配と侵略を認めて謝罪した「村山談話」の見直し論議について、2014年の毎日新聞社のアンケートで「見直すべきでない」と回答[30]。
- 従軍慰安婦に対する旧日本軍の関与を認めた「河野談話」の見直し論議について、2014年の毎日新聞社のアンケートで回答しなかった[30]。
- 第2次安倍内閣が2013年に提出した特定秘密保護法案は同年12月6日に可決成立した[32]。「こうした法律が日本に必要と思うか」との2014年の毎日新聞社のアンケートに対し、「必要でない」と回答[30]。

### ジェンダー
- 選択的夫婦別姓制度の導入について、2014年、2017年のアンケートでは「どちらかといえば賛成」と回答[33][25]。2021年のアンケートでは「賛成」と回答[26]。
- 同性婚を可能とする法改正について、2017年のアンケートで「どちらとも言えない」と回答[25]。2021年のアンケートで「どちらかといえば賛成」と回答[27]。
- 「LGBTなど性的少数者をめぐる理解増進法案を早期に成立させるべきか」との問題提起に対し、2021年のアンケートで「どちらかといえば賛成」と回答[26]。
- クオータ制の導入について、2021年のアンケートで「どちらかといえば賛成」と回答[27]。

### その他
- 原子力発電所の再稼働問題について、2012年のアンケートで「原子力規制委員会の新基準を満たした原子力発電所の再稼働に賛成」と回答[24]。
- 原子力発電への依存度について、2021年のアンケートで「ゼロにすべき」と回答[27]。
- アベノミクスについて、2017年のアンケートで「どちらかといえば評価しない」と回答[25]。
- 安倍内閣による森友学園問題・加計学園問題への対応について、2017年のアンケートで「評価しない」と回答[25]。
- 森友学園への国有地売却をめぐる公文書改竄問題で、2021年5月6日、国は「赤木ファイル」の存在を初めて認めた[34]。しかし5月13日、菅義偉首相はファイルの存在を踏まえた再調査を行わない考えを報道各社に書面で示した[35]。9月の自民党総裁選挙で総裁に選出された岸田文雄も10月11日、衆議院本会議の代表質問で再調査の実施を否定した[36]。国の対応をどう考えるかとの同年の毎日新聞社のアンケートに対し回答しなかった[31]。
- 「『道徳』を小中学校の授業で教え、子供を評価することに賛成か、反対か」との問いに対し、2014年の毎日新聞社のアンケートで回答しなかった[30]。
- 女性宮家の創設について、2012年の毎日新聞社のアンケートで「賛成」と回答[24]。
- 日本の環太平洋戦略的経済連携協定（TPP）参加について、2012年の毎日新聞社のアンケートで「賛成」と回答[24]。

## 人物

### 発言
- 2016年2月8日の衆院予算委員会で、電波停止問題を取り上げ、「政権に批判的な番組を流したというだけで業務停止をしたり、その番組を止めてしまったり、あるいはそういう発言をした人がキャスターを外れるというようなことが起こり得るのではないか」と質問。これに対し、総務相の高市早苗は「法律は、やはり法秩序というものをしっかりと守る、違反した場合には罰則規定も用意されていることによって実効性を担保する」「何度行政の方から要請をしても全く遵守しないという場合に、その可能性が全くないとは言えない」と答弁し、偏った放送がなされた場合、実際に電波が停止する可能性に言及した[37]。
- 2019年2月の衆院予算委員会で、東京新聞社会部記者の望月衣塑子と官房長官の菅義偉（当時）の対立について踏み込んだ質問を行った。官邸報道室は2018年12月26日、内閣記者会に対して望月を念頭に「事実に反する質問」「度重なる問題行為」などと指摘し、事実を踏まえた質問をするよう要請[38]。奥野はこの要請内容を踏まえ「報道の自由への干渉だ」「事実に基づかない取材を封じるということは、まさに取材の自由、表現の自由、国民の知る権利を封じることにつながる」[39]などと菅を追及。菅は「取材じゃないと思いますよ。決め打ちですよ。事実と異なることを記者会見で、それを事前通告も何もないわけですから、私だって全て承知しているわけじゃありませんから」[40]と発言した。この菅の答弁は、望月の質問を事実と異なると認識している証左として注目された。
- 2022年5月3日、日本共産党の志位和夫委員長や社民党の福島瑞穂党首と共に行った憲法記念日の集会で、同年2月24日にウクライナ侵攻を開始したロシアを引き合いに、「ロシアより許せないのは今の与党だ。どさくさ紛れにウクライナ問題をダシにして改憲に突き進もうという姿勢を許すわけにいかない。どさくさ紛れに改憲を試みよう、国民をだまそうとしている」と発言した[41][42]。同日のBSフジの番組で「言い過ぎた。申し訳ない」と述べ、発言の一部を撤回した。護憲派集会での発言だったことを踏まえ「エキサイトした」と釈明した[43]。

### その他
- 家族は妻、1男1女[3]。
- 現在は千葉市中央区に居住。
- 日本郵政グループ労働組合（JP労組）の組織内議員である。
- 産経新聞論説委員長の乾正人は、高校の2年上の先輩にあたる。
- 2022年9月14日、立憲民主党は、奥野が世界平和統一家庭連合（旧統一教会）と接点があったと発表、旧統一教会と接点のあった立民国会議員は計15人となった。奥野は取材に対し「名刺は党調査の対象外だったが、自主的に確認したら見つかった」と説明した。これを受け、奥野は内定していた党幹事長代理への就任を辞退した[44][45]。

## 所属団体・議員連盟
- 原発ゼロの会
- 太陽光発電推進議員連盟
- 東北関東大震災被災地支援促進行動議員連盟
- 自転車活用推進議員連盟[46]
- 発達障害の支援を考える議員連盟
- 民主党アスベスト対策推進議員連盟
- 民主党行政書士制度推進議員連盟
- 民主党タクシー政策議員連盟
- 民主党動物愛護管理法改正を検討する議員連盟
- 民主党成田空港ハブ化推進議員連盟
- 民主党弁理士制度推進議員連盟

## 選挙歴
| 当落 | 選挙                   | 執行日         | 年齢 | 選挙区      | 政党       | 得票数     | 得票率 | 定数 | 得票順位 /候補者数 | 政党内比例順位 /政党当選者数 |
| ---- | ---------------------- | -------------- | ---- | ----------- | ---------- | ---------- | ------ | ---- | ------------------ | ---------------------------- |
| 当   | 第45回衆議院議員総選挙 | 2009年08月30日 | 45   | 千葉県第9区 | 民主党     | 13万6932票 | 54.55% | 1    | 1/4                | /                            |
| 比当 | 第46回衆議院議員総選挙 | 2012年12月16日 | 48   | 千葉県第9区 | 民主党     | 6万3422票  | 28.14% | 1    | 2/6                | 2/4                          |
| 比当 | 第47回衆議院議員総選挙 | 2014年12月14日 | 50   | 千葉県第9区 | 民主党     | 6万8564票  | 34.60% | 1    | 2/4                | 2/4                          |
| 比当 | 第48回衆議院議員総選挙 | 2017年10月22日 | 53   | 千葉県第9区 | 希望の党   | 7万6332票  | 38.75% | 1    | 2/3                | 4/4                          |
| 当   | 第49回衆議院議員総選挙 | 2021年10月31日 | 57   | 千葉県第9区 | 立憲民主党 | 10万7322票 | 51.09% | 1    | 1/2                | /                            |
| 当   | 第50回衆議院議員総選挙 | 2024年10月27日 | 60   | 千葉県第9区 | 立憲民主党 | 8万6335票  | 43.89% | 1    | 1/4                | /                            |